# 11051 Racine
11051 Racine è un asteroide della fascia principale. Scoperto nel 1990, presenta un'orbita caratterizzata da un semiasse maggiore pari a 3,0333266 UA e da un'eccentricità di 0,0632811, inclinata di 9,42543° rispetto all'eclittica.
L'asteroide è dedicato a Jean Racine, celebre drammaturgo francese del XVII secolo.